# Río Alhama (vattendrag i Spanien, Andalusien, Provincia de Granada, lat 37,33, long -3,20)
Río Alhama är ett vattendrag i Spanien.   Det ligger i provinsen Provincia de Granada och regionen Andalusien, i den södra delen av landet, 300 km söder om huvudstaden Madrid.